# Palača Demartini
Palača Demartini, građevina u Puli na adresi Kandlerova 8 iz vremena Austro-Ugarske, građena u venecijanskom stilu. 

## Povijest
Palača je izvorno kao jednokatnica s potkrovljem građena u doba Mletačke Republike, dok je sadašnji oblik dvokatnice poprimila u drugoj polovici 19. stoljeća. Posebno se ističe pročelje zgrade građeno u stilu mletačke gotike s lijepim triforama i balkonom. Zgrada je pod zaštitom države i za nju brine Odjel za graditeljsko naslijeđe grada. Vlasnik palače bila je obitelj Demartini koja je u Puli ostala i nakon pada Mletačke Republike 1797. godine. Obitelj je imala važnu ulogu u gradu i pod Austrijom, a dala je i jednog gradonačelnika Pule, Angela Demartinija.